# Bayeriola salicariae
Bayeriola salicariae är en tvåvingeart som först beskrevs av Jean-Jacques Kieffer 1888.  Bayeriola salicariae ingår i släktet Bayeriola och familjen gallmyggor. Inga underarter finns listade i Catalogue of Life.